# Hugues de Coat Tredrez
Hugues de Coat Tredrez (Francia, XV secolo – Coat-Tredre, 1468) è stato un cardinale francese.

## Biografia
Nacque in Francia nel XV secolo.
Papa Paolo II aveva intenzione di elevarlo al rango di cardinale nel concistoro del 21 novembre 1468, ma Tredez morì prima di quella data mentre era nel suo castello di Coat-Tredre.